# Под прицелом (фильм, 1951)
«Под прицелом» (англ. Under the Gun) — фильм нуар режиссёра Теда Тецлаффа, который вышел на экраны в 1951 году.
Фильм частично основан на реальном материале и рассказывает о том, как крупный гангстер (Ричард Конте) вышел на свободу из тюремного трудового лагеря, воспользовавшись существовавшим в то время правилом «трасти» (так называли лиц, назначенных из числа заключённых, которые помогали администрации следить за порядком в лагере). Трасти получал в своё распоряжение оружие, и в случае, если он убивал заключённого при попытке к бегству, то получал помилование.
Фильм относится к многочисленной субкатегории «тюремных нуаров» наряду с такими картинами, как «Я — беглый каторжник» (1932), «Сан-Квентин» (1937), «Каждое утро я умираю» (1939), «Грубая сила» (1948), «Белое каление» (1949), «Красный свет» (1949), «Бунт в тюремном блоке № 11» (1954) и «Убийца на свободе» (1956).

## Сюжет
В одном из ночных клубов Майами гангстер Берт Галвин (Ричард Конте) наблюдает за выступлением певицы Рут Уильямс (Одри Тоттер), а затем усаживает её за свой столик и предлагает ей выступать в его клубе в Нью-Йорке. Рут не хочет уезжать из Майами, где всё её устраивает, однако когда Берт обещает ей успех и гарантирует, что их отношения будут носить исключительно профессиональный характер, в конце концов, соглашается. Берт выезжает из Майами на автомобиле вместе с Рут и двумя своими подручными. Добравшись до границы Флориды, Берт даёт указание остановиться в городке Роузвуд на обед в местном ресторане Клода, с которым хорошо знаком. Заметив Берта на улице, местный шериф Билл Лэнгли (Джон Макинтайр) заходит в соседний бар Тома Даннинга, брата которого убил Берт, сообщая, что гангстер обедает у Клода. Вооружённый Том заходит в ресторан через служебный вход, однако Берт, своевременно предупреждённый Клодом, стреляет в Тома первым, убивая его наповал. Берта арестовывают и помещают в тюрьму, куда для его защиты прибывает направленный нью-йоркской мафией прожжённый местный адвокат Мило Брэгг (Шепперд Страдвик). Лэнгли и окружной прокурор Артур Шерборн (Дональд Рэндольф) уговаривают Рут дать честные показания, обещая ей защиту, однако Брэгг угрозами убеждает её выступить в пользу Берта. На суде после того, как Клод заявляет, что Берт действовал исключительно из самообороны, дело идёт к тому, что гангстер будет оправдан, как это было и в том случае, когда он убил брата Тома. Рут, которая является второй ключевой свидетельницей, поначалу повторяет показания Клода, но после того, как Шерборн напоминает ей о том, что она поклялась на Библии говорить только правду, Рут не выдерживает и называет Берта убийцей. Его приговаривают к двадцати годам заключения без права досрочного освобождения и направляют для отбывания наказания в трудовой лагерь тюрьмы штата Флорида. В лагере действует порядок, согласно которому часть заключённых, которых называют «трасти», поручает от администрации статус надзирателя с правом использования оружия. Во время передачи Берта руководству лагеря шериф Лэнгли просит трасти по имени Сэм Ньюджент (Ройал Дано) обратить на гангстера особое внимание. Между Бертом и Сэмом сразу же складываются враждебные отношения, и вскоре за конфликты с трасти и бунтарское поведение Берта помещают в карцер на десять дней, после чего его группу направляют на строительство моста. Вскоре Берта навещают его подручные Гард (Филипп Пайн) и Неро (Грегг Мартелл), и он поручает им взять катер и ждать под мостом, который строит его группа. Когда Берт уже собирается спрыгнуть с моста, чтобы сбежать на катере, заключённый Сэм Гауер (Сэм Джаффе) останавливает его, предупреждая, что Ньюджент, не раздумывая, застрелит любого при попытке к бегству, так как за это он получит помилование и досрочное освобождение. Тем же вечером Сэм говорит Берту, что поскольку они находятся «под прицелом» трасти, лучше сидеть спокойно. Однако Берт не оставляет попыток выйти на свободу, и в течение нескольких следующих недель убеждает заключённого по прозвищу Файв Шот (Ричард Тэйбер), который мечтает сбежать и разбогатеть, что он спрятал большую денежную сумму в гостиничном номере в Новом Орлеане. Под впечатлением от рассказов Берта, Файв Шот вскоре предпринимает попытку сбежать, однако Ньюджент убивает его, после чего сразу же получает помилование. Как и рассчитывал Берт, после ухода Ньюджента никто не хочет добровольно становиться трасти, и он легко получает это место. Когда Лэнгли узнаёт о том, что Берт получил право носить оружие, он обвиняет начальника тюрьмы в коррупции, однако не имеет возможности изменить решение тюремного начальства. Тем временем Берт обещает Сэму дать хорошую работу в своей организации после освобождения, если тот сможет сбежать. Сэм, однако, понимает, что Берт просто хочет получить помилование, застрелив сбежавшего заключённого, и отказывается от этого предложения. Два года спустя Берта навещает опустившийся адвокат Брэгг, который после того процесса растратил деньги на «пьянство и девочек», лишился лицензии и остался без средств к существованию. Он умоляет Берта дать ему денег, однако вместо этого Берт нанимает его, чтобы тот раскопал максимум информации о Сэме. Вскоре Брэгг присылает Сэму письмо с подробным описанием совершённого Сэмом убийства и о его семейной жизни, в частности, о его больной, страдающей от нищеты жене и детях. После этого Берт предлагает Сэму передать его семье 25 тысяч долларов, если Сэм предпримет попытку бегства, и Сэм, который не видит другого выхода помочь семье, в отчаянии соглашается. Люди Берта передают жене Сэма деньги, после чего Берт даёт Сэму тридцать дней на совершение побега, в противном случае угрожая отобрать деньги и наказать его семью. При этом, в случае если Сэму удастся убежать, Берт обещает не трогать ни его, ни его семью. В течение тридцати дней Сэм не может решиться на побег, и лишь в ночь последнего дня он подбирается к ружью Берта, чтобы сбить прицел. На следующий день во время рабочего дня Сэм делает попытку побега, и Берт из-за сбитого прицела несколько раз промахивается, однако в итоге настигает Сэма и убивает его. Вскоре после этого Берт получает помилование. Однако Лэнгли не согласен с тем, что Сэм вышел на свободу, и сразу же начинает самостоятельное расследование убийства Сэма. Он находит дневник застреленного, который тот вёл с помощью стенографии, и, расшифровав его, выясняет о характере сделки между ним и Бертом.
Выйдя на свободу, Берт находит в Майами Рут и силой принуждает её вместе с ним ехать в Нью-Йорк. Они вновь садятся на автомобиль вместе с Ганди и Неро, однако у границы штата натыкаются на полицейский блокпост, установленный по указанию Лэнгли. Бандиты прорываются мимо полицейских, после чего начинается погоня со стрельбой, в ходе которой Неро получает ранение и умирает. Вскоре Лэнгли почти настигает бандитов и в перестрелке убивает Ганди. Однако Берту, который не отпускает Рут, удаётся захватить на лодочной станции скоростной катер и продолжить побег по болотным протокам. Лэнгли обращается за помощью к речной полиции, мощный катер которой вскоре загоняет лодку Сэма в тупик. Выпрыгнув из своего катера, Сэм тащит Рут через лес, и вскоре находит вёсельную лодку, на которой собирается продолжить побег по узким труднопроходимым речным рукавам. Однако пока он отвязывает лодку, Рут вытаскивает из его кармана револьвер, и угрожает его убить, если он к ней приблизится. Предупреждая, что вернётся за ней позже, Берт отплывает от берега. Его замечает подоспевший Лэнгли, который стреляет в гангстера, после чего Берт замертво падает в воду и тонет.

## В ролях
- Ричард Конте — Берт Галвин
- Одри Тоттер — Рут Уильямс
- Джон Макинтайр — шериф Билл Лэнгли
- Сэм Джаффе — Сэмюуэл Гауэр
- Шепперд Страдвик — Мило Брэгг
- Грегг Мартелл — Неро, крупный подручный
- Филлип Пайн — Ганди
- Дональд Рандольф — Артур Шерборн, окружной прокурор
- Ройал Дано — Сэм Ньюджент, трасти
- Ричард Тэйбер — Файв Шот

## Создатели фильма и исполнители главных ролей
Тед Тецлафф начал свою кинокарьеру в 1926 году как оператор, а с 1941 года он стал работать и как режиссёр, поставив в общей сложности пятнадцать фильмов. Самым известным фильмом Тецлаффа в качестве оператора был шпионский триллер Альфреда Хичкока «Дурная слава» (1946), а в качестве режиссёра — фильм нуар «Окно» (1949). Ричард Конте и Одри Тоттер были ведущими актёрами жанра фильм нуар в период его расцвета на рубеже 1940-50-х годов. В 1940-е годы Конте сыграл во многих классических фильмах нуар, таких как «Звонить Нортсайд 777» (1948), «Плач большого города» (1948), «Воровское шоссе» (1949) и «Дом незнакомцев» (1949). В конце 1940-х годов Конте покинул студию Twentieth Century Fox, после чего, по словам, историка кино Джеффа Майера, «его карьера как крупной звезды стала давать сбой, хотя он и продолжал играть главные роли в средне- и малобюджетных криминальных фильмах 1950-х годов, где иногда он был проблемным героем, а иногда главным злодеем. Наилучшими из этих фильмов были „Спящий город“ (1950), „Под прицелом“, „Синяя гардения“ (1953) и особенно великолепный фильм нуар Джозефа Х. Льюиса „Большой ансамбль“ (1955), в котором Конте сыграл садистского криминального босса, в образе которого переплетены порок и очарование» . Во второй половине 1940-х годов Тоттер сыграла в таких памятных фильмах нуар, как «Почтальон всегда звонит дважды» (1946), «Леди в озере» (1947), «Вне подозрений» (1947), «Высокая стена» (1947), «Напряжённость» (1949) и «Подстава» (1949). Однако, как отмечает Майер, с начала 1950-х годов «её карьера пошла на спад, и этот фильм должен был привлечь к Тоттер внимание» .

## История создания фильма
По информации газеты «Лос-Анджелес Таймс» от сентября 1949 года, кинокомпания Universal-International купила оригинальную историю Дэниела Б. Уллмана «Под прицелом», в которой рассказывалось об охоте трасти на заключённого в одной из тюрем на Юге США. Как отмечается на сайте Американского института кино, в январе 1950 года, после того, как в средствах массовой информации появилась информация о том, что «трасти в одной из южных тюрем застрелил двух человек, которые якобы убили троих чёрных детей, Universal сняла с полки историю Уллмана и немедленно начала работу над картиной».
Согласно информации «Голливуд репортер» от апреля 1950 года, первоначально предполагалось снимать картину в Новом Орлеане, однако затем съёмки были перенесены во Флориду, и, в частности, велись в Джексонвилле, Майами и других местах на территории штата.

## Оценка фильм критикой
Вскоре после выхода фильма на экраны кинообозреватель «Нью-Йорк Таймс» Босли Кроутер в своей рецензии посчитал нужным отметить, что картина «открыла сезон охоты на людей», насчитав шесть трупов к концу фильма. Отметив «превосходную постановку сцен в песчаной сосновой местности южного штата», Кроутер далее написал: «Но мы не смогли, хоть убей, придумать ни одной причины для столь бессмысленной истории, кроме как упоение унылым садизмом. Меткость стрелков здесь бесконечно лучше самого фильма».
Современные критики оценили картину в основном позитивно. В частности, обозреватель журнала TimeOut посчитал, что это хоть и не «забытый шедевр», но тем не менее «складный маленький триллер, искусно сочинённый Джорджем Цукерманом вокруг провоцирующей правовой аномалии, согласно которой трасти, который убьёт убегающего заключённого, может за это получить помилование». Обозреватель далее отмечает, что «фильм заслуживает просмотра благодаря восхитительному Конте, съёмкам на натуре во Флориде и порывистой режиссуре Тецлаффа, в прошлом отличного оператора, который так в полной мере больше и не добился крупного режиссёрского успеха после своего отличного „Окна“ в 1949 году».
Историк кино Джефф Майер назвал картину «мощным нуаром студии Universal» , далее отметив, что «этот малоизвестный фильм основан на истории Дэна Уллмана, который в начале 1950-х годов написал множество сериалов-вестернов. Однако в отличие от обычного деления на хороших и плохих в своих вестернах, в сценарии этого фильма Уллман создал восхитительную смесь моральных неоднозначностей в рамках традиционной криминальной истории». По мнению критика, фильм особенно демонстрирует свою драматическую силу в сценах, когда хладнокровный гангстер в исполнении Конте раскручивает на побег персонажа Сэма Джаффе. Далее Майер пишет, что «хотя фильм начинается в традиционной манере гангстерского фильма, он планомерно наращивает свою психологическую мощь», а «единственный обязательный эпизод экшна в конце фильма с преследованием по болотам лишь ослабляет в остальном сильный фильм».
Хэл Эриксон отметил, что этот «живой фильм» отлично смотрелся бы «в качестве второго на сдвоенных киносеансах», особенно выделив Конте, который «источает свой фирменный хладнокровный шарм» . Несмотря на критическую оценку фильма в целом, Кроутер тем не менее отметил «хорошую игру Ричарда Конте, Сэма Джаффе, Ройала Дано, Ричарда Тэйбера и Джона Макинтайра». Майкл Кини выделил Конте «в роли отвратительного бандита, который находит уникальный способ «бежать» из тюрьмы», а также «Макинтайра в роли шерифа, намеренного продержать Конте в тюрьме все двадцать лет, и Джаффе в роли философски настроенного заключённого, который принимает опасное предложение, которое может стоить ему жизни».